# Zuvanda exacoides
Zuvanda exacoides là một loài thực vật có hoa trong họ Cải. Loài này được Askerova miêu tả khoa học đầu tiên năm 1985.